# William Quiller Orchardson

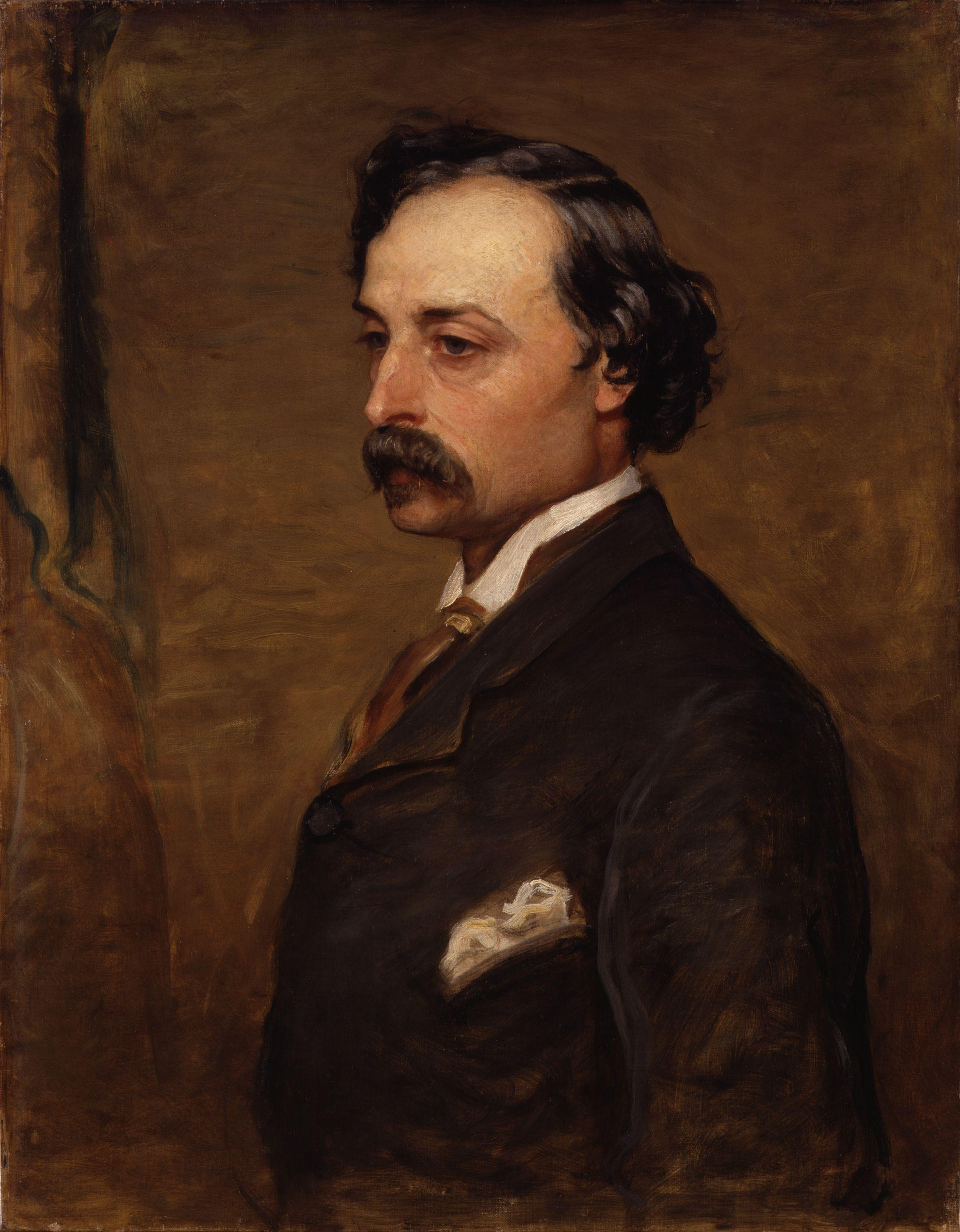
Sir William Quiller Orchardson porträtiert von Henry Weigall, ca. 1878/1881. National Portrait Gallery, London

Sir William Quiller Orchardson (* 27. März 1832 in Edinburgh, Schottland; † 13. April 1910 in London, England) war ein schottischer Maler, der vor allem für seine Porträts sowie seine historischen und genrehaften Darstellungen bekannt war.

## Leben
William Quiller Orchardson wurde als einziger Sohn von Abram Orchardson, einem Schneider, und Elizabeth Quiller geboren. Mit etwa 13 oder 15 Jahren (die Quellen differieren) trat er in die Trustees’ Academy in Edinburgh ein und studierte zunächst unter Alexander Christie und ab 1852 bei Robert Scott Lauder. Dort schloss er  Freundschaften mit Kommilitonen wie John Pettie und Thomas Graham. Orchardson begann bereits 1848, auf der Royal Scottish Academy auszustellen, blieb aber bis 1862 in Edinburgh tätig. 1862 zog er nach London, teilte sich ein Atelier mit John Pettie im Fitzroy Square und stellte ab 1863 regelmäßig an der Royal Academy of Arts aus. 1868 wurde er Associate Royal Academy (A.R.A.), 1877 Royal Academician (R.A.). 1873 heiratete er Helen Moxon; das Paar hatte sechs Kinder. 1907 wurde er zum Ritter geschlagen. Er starb am 13. April 1910 in London.

## Werk

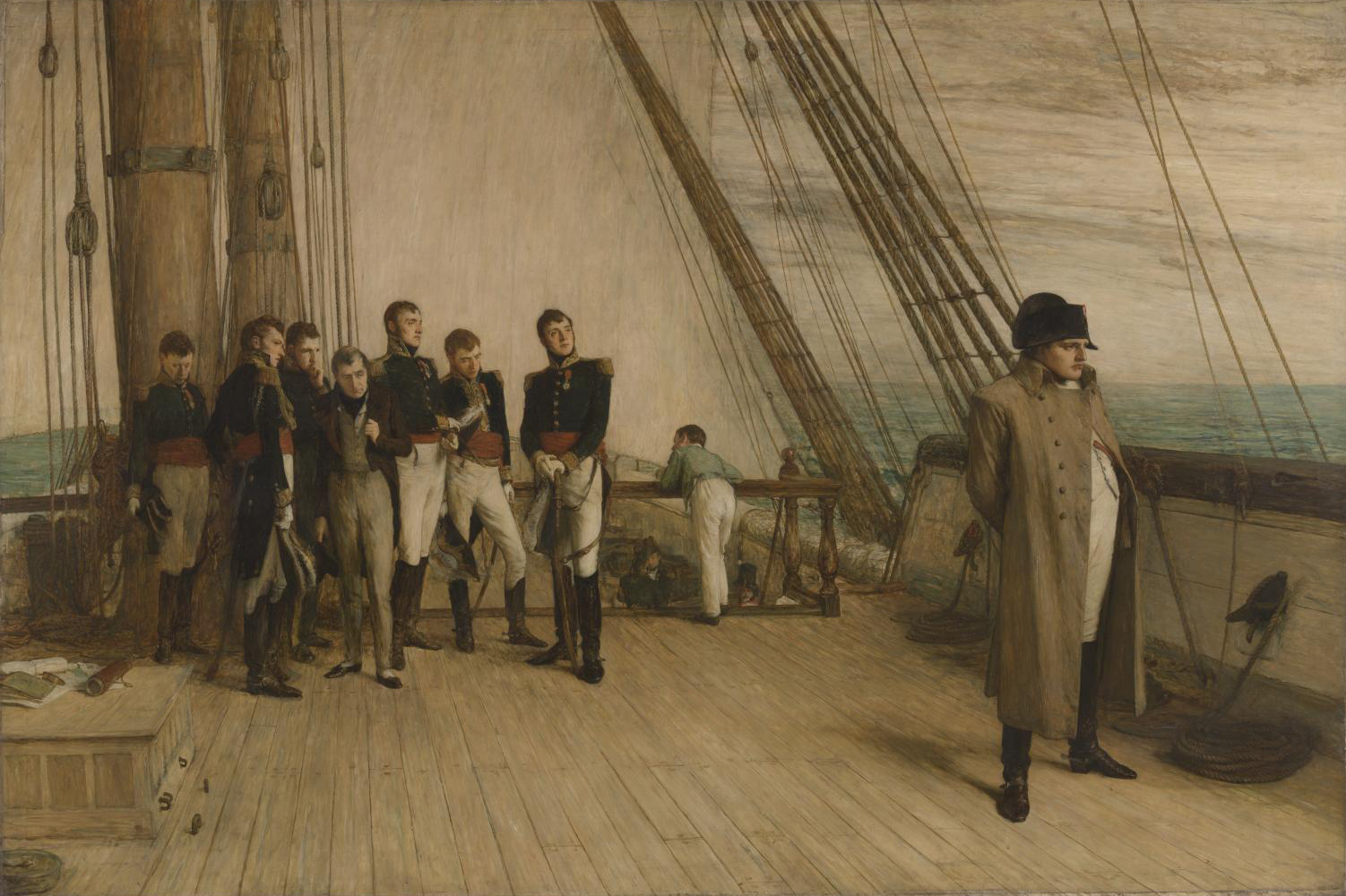
Sir William Quiller Orchardson: Napoleon on Board the Bellerophon, ca. 1880. Tate Britain, London

William Quiller Orchardson spezialisierte sich zunächst auf literarisch-historische Genrebilder mit Motiven aus Werken von Shakespeare, Sir Walter Scott oder Charles Dickens. Ab den frühen 1880er Jahren schuf er elegante Gesellschaftsszenen des gehobenen Bürgertums. Bekannt sind unter anderem die Werke The First Cloud (1887), A Marriage of Convenience (1883/1886) und Her Mother’s Voice (1888). Seine Werke zeichnen sich durch subtile psychologische Spannung, eine sparsame Farbwahl und eine großzügige, leere Raumgestaltung aus. Historische Bilder wie Napoleon an Bord der Bellerophon (1880) zeugen von seiner Meisterschaft in der Darstellung historischer Figuren. Das Gemälde wurde 1880 auf der Royal Academy ausgestellt und gelangte später in die Tate Britain. Er malte als Porträtist unter anderem Gruppenbildnisse für die Royal Agricultural Society sowie bedeutende Persönlichkeiten seiner Zeit.